# أندرو ر. مورغان
أندرو ر. مورغان (بالإنجليزية: Andrew R. Morgan)‏ هو طبيب ورائد فضاء أمريكي، ولد في 5 فبراير 1976 في نيو كاسل في الولايات المتحدة.